# Highland Haven (Teksas)
Highland Haven je grad u američkoj saveznoj državi Teksas. Prema popisu stanovništva iz 2010. u njemu je živjelo 431 stanovnika.